# 罗斯霍尔 (圣文森特和格林纳丁斯)
13°16′13″N 61°14′25″W / 13.27028°N 61.24028°W
罗斯霍尔（英語：Rose Hall）是加勒比海岛国圣文森特和格林纳丁斯圣文森特岛圣大卫区的一个城镇，位于该岛西部，韦斯特伍德东部、罗斯班克南部、斯普林村正西部和拜拉村在向风海岸上的远西部，平均海拔348（1,142英尺），是该国海拔最高的聚居地。